# Espartinas (kommunhuvudort)
Espartinas är en kommunhuvudort i Spanien.   Den ligger i provinsen Provincia de Sevilla och regionen Andalusien, i den sydvästra delen av landet, 400 km sydväst om huvudstaden Madrid. Espartinas ligger 132 meter över havet och antalet invånare är 12 648.
Terrängen runt Espartinas är huvudsakligen platt. Espartinas ligger uppe på en höjd. Runt Espartinas är det mycket tätbefolkat, med 1 956 invånare per kvadratkilometer. Närmaste större samhälle är Sevilla, 13,5 km öster om Espartinas. Trakten runt Espartinas består till största delen av jordbruksmark.